# ISO 3166-2:US

Các Mã ISO được phân bố ở 50 tiểu bang lục địa Hoa Kỳ.

ISO 3166-2:US là mục nhập cho Hoa Kỳ trong ISO 3166-2, một phần của tiêu chuẩn ISO 3166 được công bố bởi Tổ chức tiêu chuẩn hóa quốc tế (ISO), trong đó xác định mã cho tên của thống đốc phân (ví dụ, các tỉnh hoặc tiểu bang) của tất cả các quốc gia được mã hóa trong ISO 3166-1.
Hiện tại ở Hoa Kỳ, mã ISO 3166-2 được xác định cho các phân mục sau:
- 50 tiểu bang
- 1 đặc khu (tức là Đặc khu Columbia, thủ đô của Hoa Kỳ)
- 6 lãnh thổ hải ngoại (bao gồm Quần đảo xa xôi nhỏ của Hoa Kỳ, một bộ sưu tập gồm chín hòn đảo hoặc nhóm đảo)

Mỗi mã bao gồm hai phần, cách nhau bởi dấu gạch nối. Phần đầu tiên là Hoa Kỳ, mã ISO 3166-1 alpha-2 của Hoa Kỳ. Phần thứ hai là hai chữ cái, đó là tên viết tắt bưu chính của tiểu bang, quận hoặc khu vực xa xôi hẻo lánh, ngoại trừ Quần đảo xa xôi hẻo lánh Hoa Kỳ không có tên viết tắt bưu chính.

## Mã hiện tại
Tên phân khu được liệt kê như trong tiêu chuẩn ISO 3166-2 do Cơ quan bảo trì ISO 3166 (ISO 3166/MA) công bố.
Nhấp vào nút trong tiêu đề để sắp xếp từng cột.
| Mã    | Tên phân khu (en)          | Phân ngành         |
| ----- | -------------------------- | ------------------ |
| US-AL | Alabama                    | tiểu bang          |
| US-AK | Alaska                     | tiểu bang          |
| US-AZ | Arizona                    | tiểu bang          |
| US-AR | Arkansas                   | tiểu bang          |
| US-CA | California                 | tiểu bang          |
| US-CO | Colorado                   | tiểu bang          |
| US-CT | Connecticut                | tiểu bang          |
| US-DE | Delaware                   | tiểu bang          |
| US-FL | Florida                    | tiểu bang          |
| US-GA | Georgia                    | tiểu bang          |
| US-HI | Hawaii                     | tiểu bang          |
| US-ID | Idaho                      | tiểu bang          |
| US-IL | Illinois                   | tiểu bang          |
| US-IN | Indiana                    | tiểu bang          |
| US-IA | Iowa                       | tiểu bang          |
| US-KS | Kansas                     | tiểu bang          |
| US-KY | Kentucky                   | tiểu bang          |
| US-LA | Louisiana                  | tiểu bang          |
| US-ME | Maine                      | tiểu bang          |
| US-MD | Maryland                   | tiểu bang          |
| US-MA | Massachusetts              | tiểu bang          |
| US-MI | Michigan                   | tiểu bang          |
| US-MN | Minnesota                  | tiểu bang          |
| US-MS | Mississippi                | tiểu bang          |
| US-MO | Missouri                   | tiểu bang          |
| US-MT | Montana                    | tiểu bang          |
| US-NE | Nebraska                   | tiểu bang          |
| US-NV | Nevada                     | tiểu bang          |
| US-NH | New Hampshire              | tiểu bang          |
| US-NJ | New Jersey                 | tiểu bang          |
| US-NM | New Mexico                 | tiểu bang          |
| US-NY | New York                   | tiểu bang          |
| US-NC | North Carolina             | tiểu bang          |
| US-ND | North Dakota               | tiểu bang          |
| US-OH | Ohio                       | tiểu bang          |
| US-OK | Oklahoma                   | tiểu bang          |
| US-OR | Oregon                     | tiểu bang          |
| US-PA | Pennsylvania               | tiểu bang          |
| US-RI | Rhode Island               | tiểu bang          |
| US-SC | South Carolina             | tiểu bang          |
| US-SD | South Dakota               | tiểu bang          |
| US-TN | Tennessee                  | tiểu bang          |
| US-TX | Texas                      | tiểu bang          |
| US-UT | Utah                       | tiểu bang          |
| US-VT | Vermont                    | tiểu bang          |
| US-VA | Virginia                   | tiểu bang          |
| US-WA | Washington                 | tiểu bang          |
| US-WV | West Virginia              | tiểu bang          |
| US-WI | Wisconsin                  | tiểu bang          |
| US-WY | Wyoming                    | tiểu bang          |
| US-DC | Đặc khu Colombia           | đặc khu            |
| US-AS | Samoa thuộc Mỹ             | lãnh thổ hải ngoại |
| US-GU | Guam                       | lãnh thổ hải ngoại |
| US-MP | Quần đảo Bắc Mariana       | lãnh thổ hải ngoại |
| US-PR | Puerto Rico                | lãnh thổ hải ngoại |
| US-UM | Các tiểu đảo xa của Hoa Kỳ | lãnh thổ hải ngoại |
| US-VI | Quần Virgin thuộc Mỹ       | lãnh thổ hải ngoại |

## Các phân ngành được bao gồm trong ISO 3166-1
Bên cạnh việc được bao gồm như là các phân khu của tiểu bang Hoa Kỳ trong ISO 3166-2, thì cách cách xa bản còn được chính thức gán mã quốc gia của riêng họ trong ISO 3166-1.
| Mã    | Tên phân khu (en)          | Mã Alpha-2 | Mã ISO 3166-2 |
| ----- | -------------------------- | ---------- | ------------- |
| US-AS | Samoa thuộc Mỹ             | AS         | ISO 3166-2:AS |
| US-GU | Guam                       | GU         | ISO 3166-2:GU |
| US-MP | Quần đảo Bắc Mariana       | MP         | ISO 3166-2:MP |
| US-PR | Puerto Rico                | PR         | ISO 3166-2:PR |
| US-UM | Các tiểu đảo xa của Hoa Kỳ | UM         | ISO 3166-2:UM |
| US-VI | Quần đảo Virgin, Mỹ        | VI         | ISO 3166-2:VI |